# Левоньки
Левоньки́ — село в Україні, у Михайло-Коцюбинській селищній громаді Чернігівського району Чернігівської області. До 2016 орган місцевого самоврядування — Жукотківська сільська рада.
Населення становить 109 осіб (2017).

## Розташування
Левоньки знаходиться у 22 км від Чернігова та у 7 км від однойменної залізничної станції Жукотки.
Сусідні населені пункти:

## Клімат
Клімат у Левоньках помірно континентальний. Середньорічна температура повітря становить 6,7 °C, найнижча вона у січні (мінус 7,1 °C), найвища — в липні (18,7 °C).
У середньому за рік у Левоньках випадає 599 мм атмосферних опадів, найменше — у березні та жовтні, найбільше — у червні та липні.
Відносна вологість повітря в середньому за рік становить 79 %, найменша вона у травні (69 %), найбільша — у грудні (89 %).
Найменша хмарність спостерігається в серпні, найбільша — у грудні.
Найбільша швидкість вітру — взимку, найменша — влітку. У січні вона в середньому становить 4,3 м/с, у липні — 3,2 м/с.

## Історія
Виникли Левоньки як хутір у кінці XYII століття. Назва села походить від любецьких міщан Левоновичів, котрі 8 червня 1638 року отримали привілей на дану маєтність від польського короля Владислава IV. В привілеї згадані любецькі міщани і бояри Яско, Кирило, Тимох, Іван та Олекса Левоновичі. У 1624 році Чернігівському магістрату була пожалувана слобода Чернецька на Левоновщині (с. Левоньки). У середині XVI I століття бояри Левоновичі покозачилися.
Частину своєї землі Левоновичі продали у 1670 році Олександру Яхимовичу. Право власності козаків Левоновичів на Левоньковський ґрунт (с. Левоньки) затвердив чернігівський полковник Яків Лизогуб у 1693, у 1699 році — Юхим Лизогуб.
Військовий товариш Іван Молявко придбав частину маєтностей у Левоновичів 1680 року. Чернігівський полковник Яків Лизогуб купив частину Левоньківського ґрунту в 1693 році. Івану Харитоновичу Молявко за універсалом чернігівських полковника Юхима Лизогуба (1699 рік) були підтверджені в спадкове володіння придбані ним маєтки в селах Левоньки та Антоновичі Чернігівського полку.
Значковий товариш Олександр Молявко отримав частину села, яке входило до складу Любецької сотні Чернігівського полку, у 1702 році, за універсалом гетьмана Івана Мазепи.
У XVIII столітті земельні володіння у селі були придбані Чернігівською єпископською кафедрою.
У XIX столітті власниками Левоньків були Олександр та Григорій Молявко. У другій половині XIX століття Левоньки належали Олександру Григоровичу Молявко (1824—1901) — колезькому раднику, дільничного мирового судді Чернігівського повіту і його дружині — Катерині Михайлівні Комаровській, а також брату Олександра — Георгію (нар.1816).
Родовий маєток Молявок зберігся до тепер. На території головної садиби розташувалася психоневрологічна лікарня.
До революції в Левоньках вирощували зернові культури і овочі. Працювали 2 вітряні млини.
У 1913 році в селі була відкрита земська школа. 1920 року її відвідували 42 учні та працювали 2 вчителя.
У 1929 році в Левоньках було організовано машинно-тракторне товариство «Маяк Леніна», а після завершення колективізації було створено колгосп імені М. Щорса. 1951 році відбулося об'єднання трьох колгоспів з центром у Жукотки. Об'єднане господарство носило ім'я Ворошилова, потім — колгосп «Україна», з 1966 року — імені М. Щорса.
У 2015 році було відремонтовано дорогу місцевого значення «С252123» Левоньки-Жукотки-Гірманка.
12 червня 2020 року, відповідно до розпорядження Кабінету Міністрів України № 730-р «Про визначення адміністративних центрів та затвердження територій територіальних громад Чернігівської області», увійшло до складу Михайло-Коцюбинської селищної громади.
19 липня 2020 року, в результаті адміністративно-територіальної реформи та ліквідації Чернігівського району (1923—2020) Чернігівської області, увійшло до складу новоутвореного Чернігівського району.

## Лікарня
У селі знаходиться комунальний заклад «Левоньківська психіатрична лікарня» Чернігівської обласної ради, який розмістився на території садиби, котра раніше належала поміщикам Молявко Частина мешканців села працює в психоневрологічному диспансері.

## Населення
На початку XYIII століття в Левоньки налічувалося 17 дворів, а до кінця того ж століття їх залишилося лише 9. Число дворів стало збільшуватися з другої половини XIX століття, їх стало 30.
За даними на 1859 рік у козацькому, казенному й власницькому селі Чернігівського повіту Чернігівської губернії мешкало 217 осіб (119 чоловічої статі та 83 — жіночої), налічувалось 30 дворових господарств.
За переписом 1897 року кількість дворів — 55, а проживало в селі 398 мешканців.
Станом на 2001 рік, населення села налічувало 271 особи.
На 1 січня 2002 року в Левоньках налічувалося 77 дворів та проживало 258 осіб.
| 1859  | 1897  | 2001  | 2002  |
| ----- | ----- | ----- | ----- |
| → 217 | ↗ 398 | ↘ 271 | ↘ 258 |

Розподіл населення за рідною мовою (2001).
| українська | російська |
| ---------- | --------- |
| 98.15 %    | 1.85 %    |